# Смрт госпође Министарке
Смрт госпође министарке је југословенски телевизијски филм из 1991, снимљен у режији Саве Мрмка и по сценарију Душана Савковића.
Филм је истинита прича о Жанки Стокић.

## Радња
Највећа српска глумица предратног периода Жанка Стокић, најчувенија Госпођа министарка из Нушићеве комедије у послератном периоду доживљава понижења и суђење зато што је играла у кабареу и говорила текстове на радију док је народ гинуо на фронту. Она није сигурна да има кривице у њеном чину а ни да је нема, али је сигурна да то што је чинила није злочин за који је једина казна стрељање.

## Улоге
| Глумац               | Улога                    |
| -------------------- | ------------------------ |
| Светлана Бојковић    | Живана Жанка Стокић      |
| Предраг Ејдус        | Александар Аца Цветковић |
| Миленко Павлов       | Јован Јоца Танић         |
| Радош Бајић          | Пуковник                 |
| Андреја Маричић      | Капетан без ноге         |
| Јелица Сретеновић    | Катица Радуловић “Кети”  |
| Даница Максимовић    | Рада Орловић             |
| Марко Тодоровић      | Доктор Костић            |
| Тихомир Станић       | Капетан Грубер           |
| Бошко Пулетић        | Судија                   |
| Петар Краљ           | Бојан Ступица            |
| Нада Блам            | Глумица                  |
| Горан Букилић        | Глумац                   |
| Мирко Буловић        | Управник позоришта       |
| Лепомир Ивковић      | Милош Обилић             |
| Ђорђе Јовановић      | Глумац                   |
| Тома Курузовић       | Бомбонџија               |
| Предраг Милинковић   | Циганин                  |
| Злата Нуманагић      | Проститутка              |
| Олга Познатов        | Баба                     |
| Зоран Ранкић         | Чврга                    |
| Ратко Танкосић       | Водник                   |
| Биљана Машић         | Краљица                  |
| Милутин Јевђенијевић | Човек у судници          |
| Радојко Јоксић       |                          |
| Слободан Колаковић   |                          |
| Саша Кузмановић      |                          |
| Бранко Петковић      |                          |
| Рас Растодер         |                          |
| Љубо Шкиљевић        |                          |
| Бранислав Макеш      |                          |
| Желимир Новаковић    |                          |
| Миливоје Петровић    |                          |
| Александра Вуковић   |                          |